# 李栻 (嘉靖進士)
李栻（1527年—1584年），字孟敬，號石龍，江西南昌府豐城縣人，軍籍，明朝政治人物。

## 生平
嘉靖二十五年（1546年）丙午科江西鄉試第九名舉人。嘉靖四十四年（1565年）中式乙丑科會試第二十五名，三甲第九十八名進士。通政司观政，本年六月授魏县知县，丁忧。隆慶三年（1568年）二月復除肥乡县，五年八月升选河南道御史，差巡倉，万历元年（1573年）三月差巡按湖广，三年十月养病。六年十月復除浙江道，七年二月差巡按顺天，八年十二月巡视京营，九年二月升浙江副使，五月患病致仕，十二年十一月卒。

## 家族
曾祖李與鎬，贈南京兵部尚書；祖父李萬平，加贈南京兵部尚書；父李遂，參賛機務南京兵部尚書。母賴氏（加贈夫人）；繼母晏氏（封夫人）。兄檟、惠（监生）、李格（署都指挥佥事）、杭、惪（监正）、李橡（知府）、弟李材（都御史）、楠（监生）、慈（监生）、枢（庠生）、榛、樾、榕。